# Obwodnice Krakowa

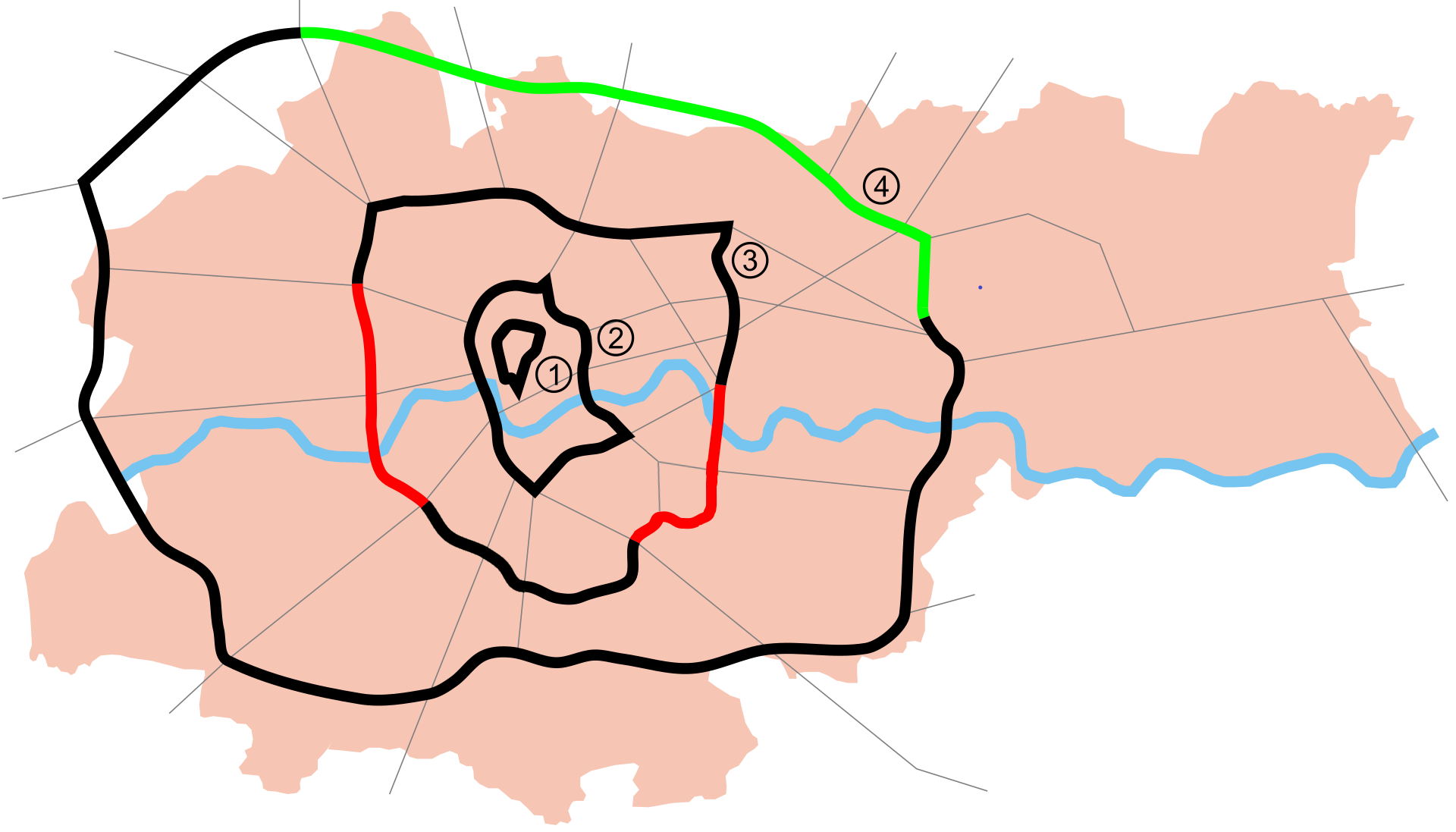
Obwodnice Krakowa: istniejące, w budowie i projektowane (stan na wrzesień 2023).

Obwodnice Krakowa – historyczne, współczesne, jak i projektowane ciągi ulic i dróg pierścieniowo otaczających centrum Krakowa. Stanowią one zespół czterech koncentrycznych obwodnic miasta.
Obecnie jedynie obwodnice I i II są w całości domknięte. Projekt wszystkich czterech obwodnic uznawany jest za koncepcyjnie wzorowy, gdyż docelowo będzie służył całemu miastu.

## I obwodnica

I obwodnica

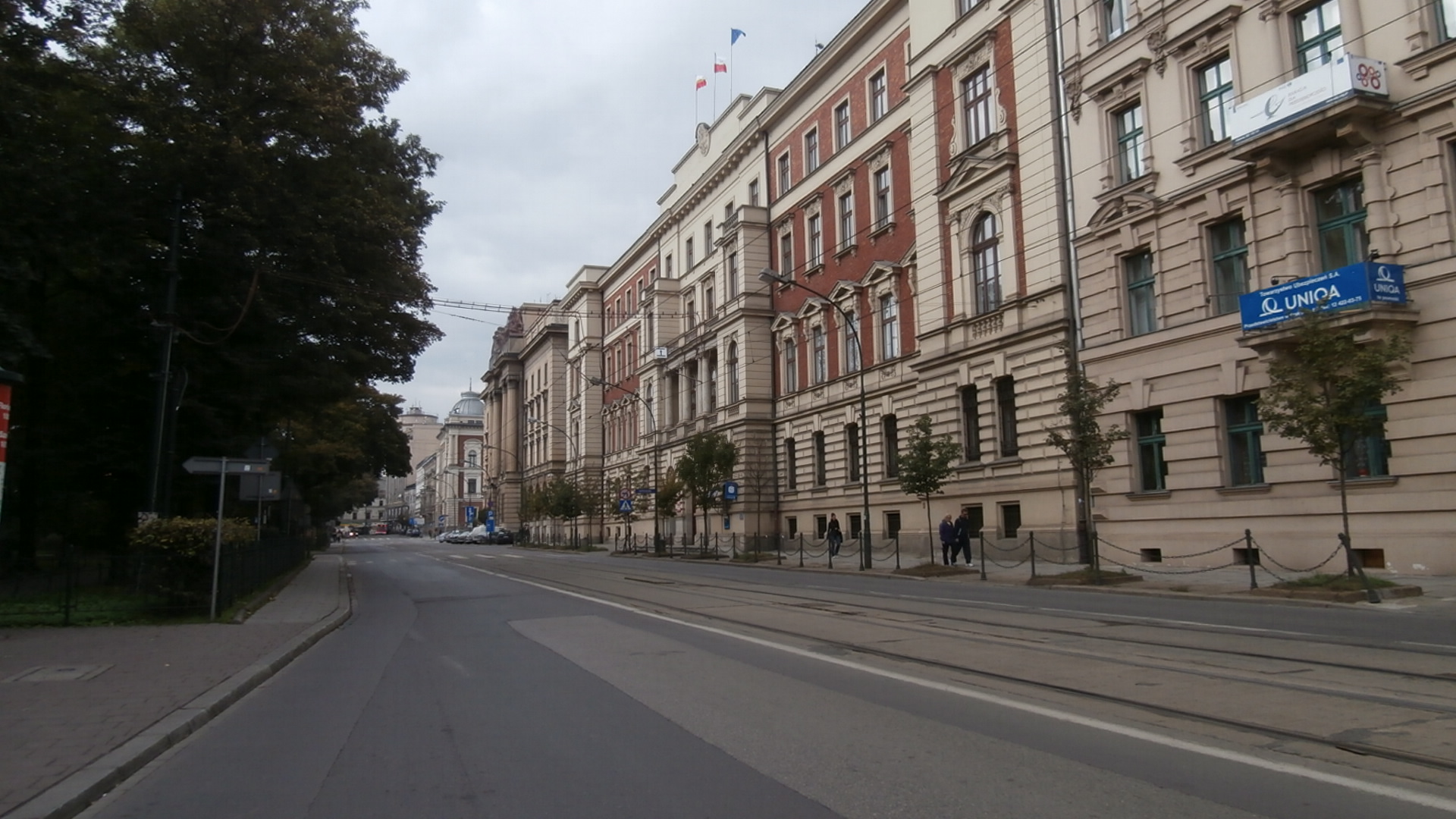
Ulica Basztowa w ciągu I obwodnicy

Mianem pierwszej obwodnicy określa się w Krakowie ciąg ulic otaczających Stare Miasto wzdłuż plant. Ruch na obszarze wewnątrz pierwszej obwodnicy jest wysoce ograniczony – uprawnionymi do wjazdu są tu jedynie mieszkańcy, służby miejskie oraz w ograniczonym zakresie zaopatrzenie sklepów. Również sama obwodnica charakteryzuje się licznymi ograniczeniami ruchu, głównie tranzytowego, a w planach miasta jest dodatkowe zaostrzenie tych ograniczeń. Wzdłuż większości ulic obwodnicy poprowadzone są liczne linie tramwajowe, a także autobusowe, usprawniające komunikację w tym miejscu.
Obwodnica ta, podobnie jak krakowskie planty, powstała w miejscu dawnych murów obronnych miasta i przylegających do nich fos.

### Wykaz ulic
Wykaz ulic składających się na pierwszą obwodnicę (zgodnie z kierunkiem ruchu wskazówek zegara):
- ul. św. Idziego (ograniczenie ruchu w jednym kierunku)
- ul. Podzamcze (ograniczenie ruchu w jednym kierunku)
- ul. F. Straszewskiego (ruch jednokierunkowy na odcinku ulicy)
- ul. Podwale (ograniczenie ruchu na odcinku ulicy i ruch jednokierunkowy na całości)
- ul. J. Dunajewskiego (ograniczenie ruchu i ruch jednokierunkowy)
- ul. Basztowa (ograniczenie ruchu na odcinku i ruch jednokierunkowy na całej ulicy)
- ul. Westerplatte
- ul. św. Gertrudy

## II obwodnica

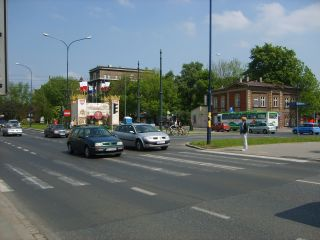
Aleje Trzech Wieszczów

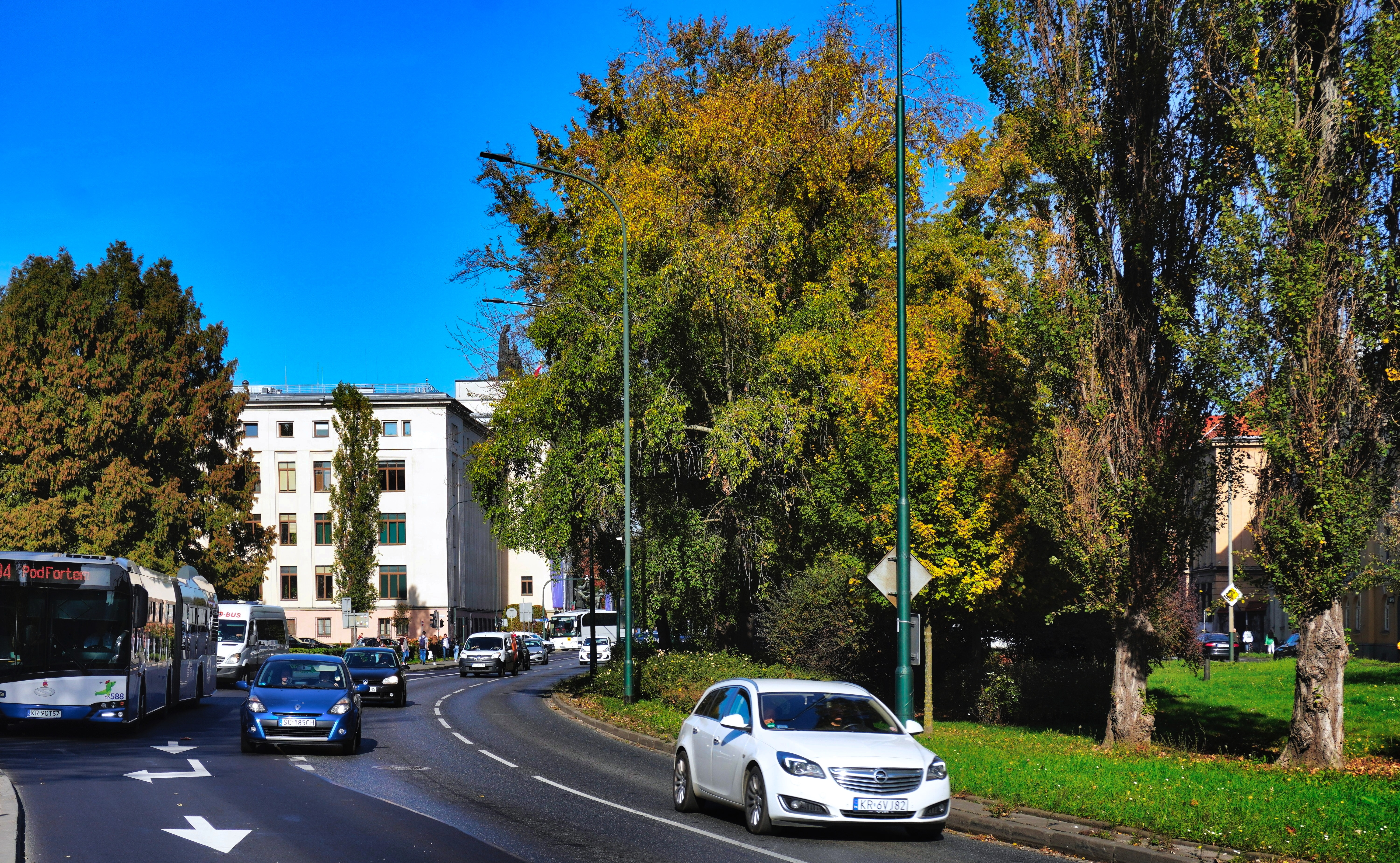
Aleja Adama Mickiewicza w ciągu II obwodnicy Krakowa

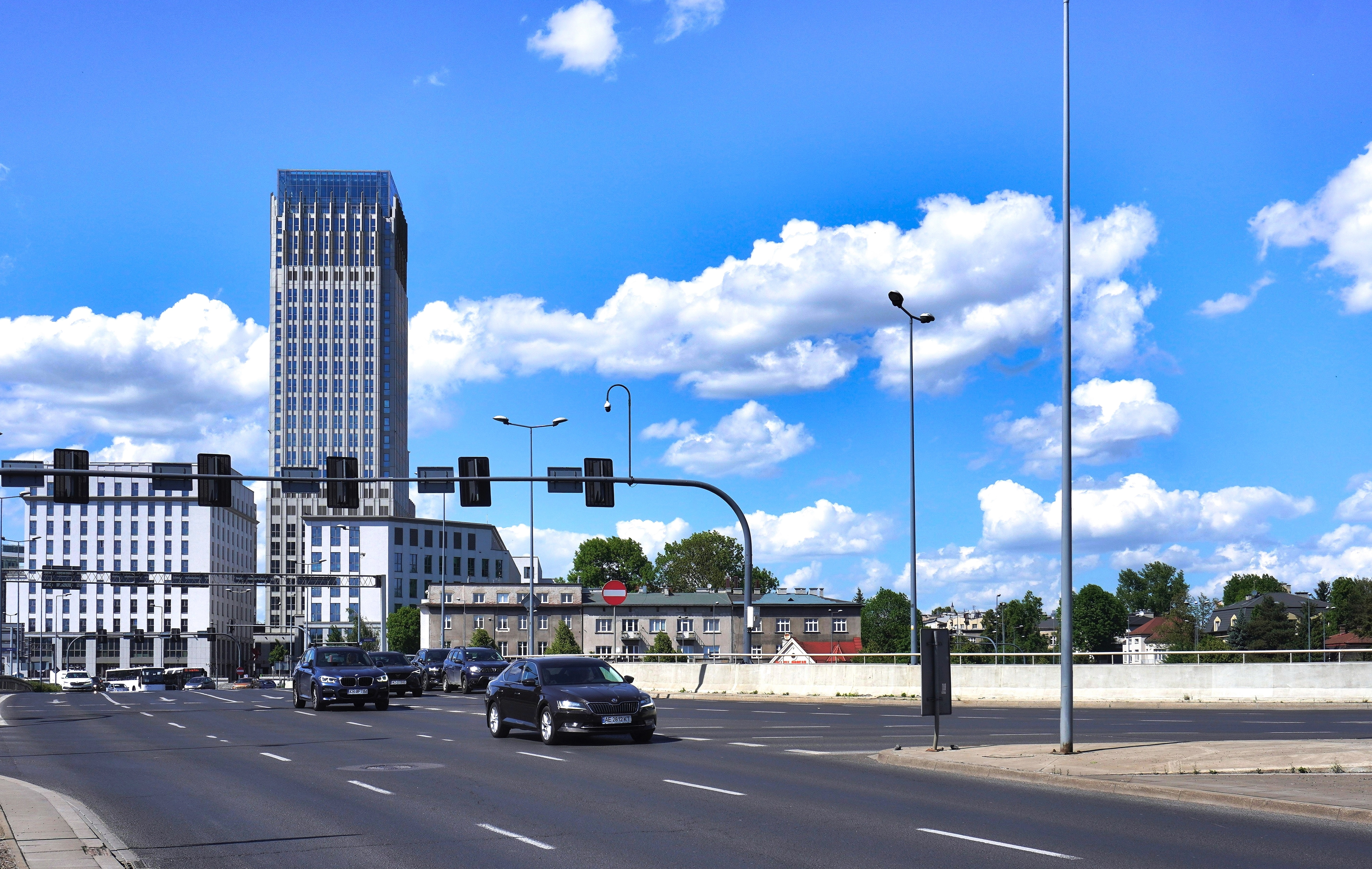
Rondo Mogilskie

Druga obwodnica Krakowa otacza przede wszystkim większość dzielnicy I Stare Miasto, ale także stare Podgórze oraz częściowo Grzegórzki. Jej najbardziej charakterystycznym odcinkiem są Aleje Trzech Wieszczów. Stanowi ona podstawową arterię komunikacyjną w centrum miasta, będąc jednocześnie jedyną w pełni przejezdną obwodnicą. Domknięcie jej miało miejsce w grudniu 2004 r. wraz z otwarciem ul. Wita Stwosza obok Krakowskiego Centrum Komunikacyjnego. Składa się ona z ciągu ulic co najmniej dwupasmowych, często z wytyczonym dodatkowym pasem dla komunikacji zbiorowej.
Znaczna część tej obwodnicy na północ od Wisły powstała w miejscu dawnych linii fortyfikacyjnych Twierdzy Kraków z XIX wieku.

### Wykaz ulic
Wykaz ulic składających się na drugą obwodnicę (zgodnie z kierunkiem ruchu wskazówek zegara):
- ul. M. Konopnickiej z tunelem pod Rondem Grunwaldzkim
- Most Dębnicki
- Aleja Z. Krasińskiego
- Aleja A. Mickiewicza
- Aleja J. Słowackiego
- wiadukt nad ul. Warszawską i torami kolejowymi (1977)
- Aleja 29 Listopada (odcinek)
- ul. W. Stwosza (2004)
- ul. A. Lubomirskiego
- Rondo Mogilskie
- Aleja Powstania Warszawskiego
- Rondo Grzegórzeckie
- ul. Kotlarska
- Most Kotlarski (2001)
- ul. G. Herlinga-Grudzińskiego (2002)
- ul. S. Klimeckiego
- al. Powstańców Wielkopolskich
- estakada im. Obrońców Lwowa nad ul. Wielicką (tylko w jednym kierunku; 2003)
- Aleja Powstańców Śląskich
- ul. H. Kamieńskiego (odcinek)
- Rondo Matecznego

## III obwodnica

III obwodnica z węzłami

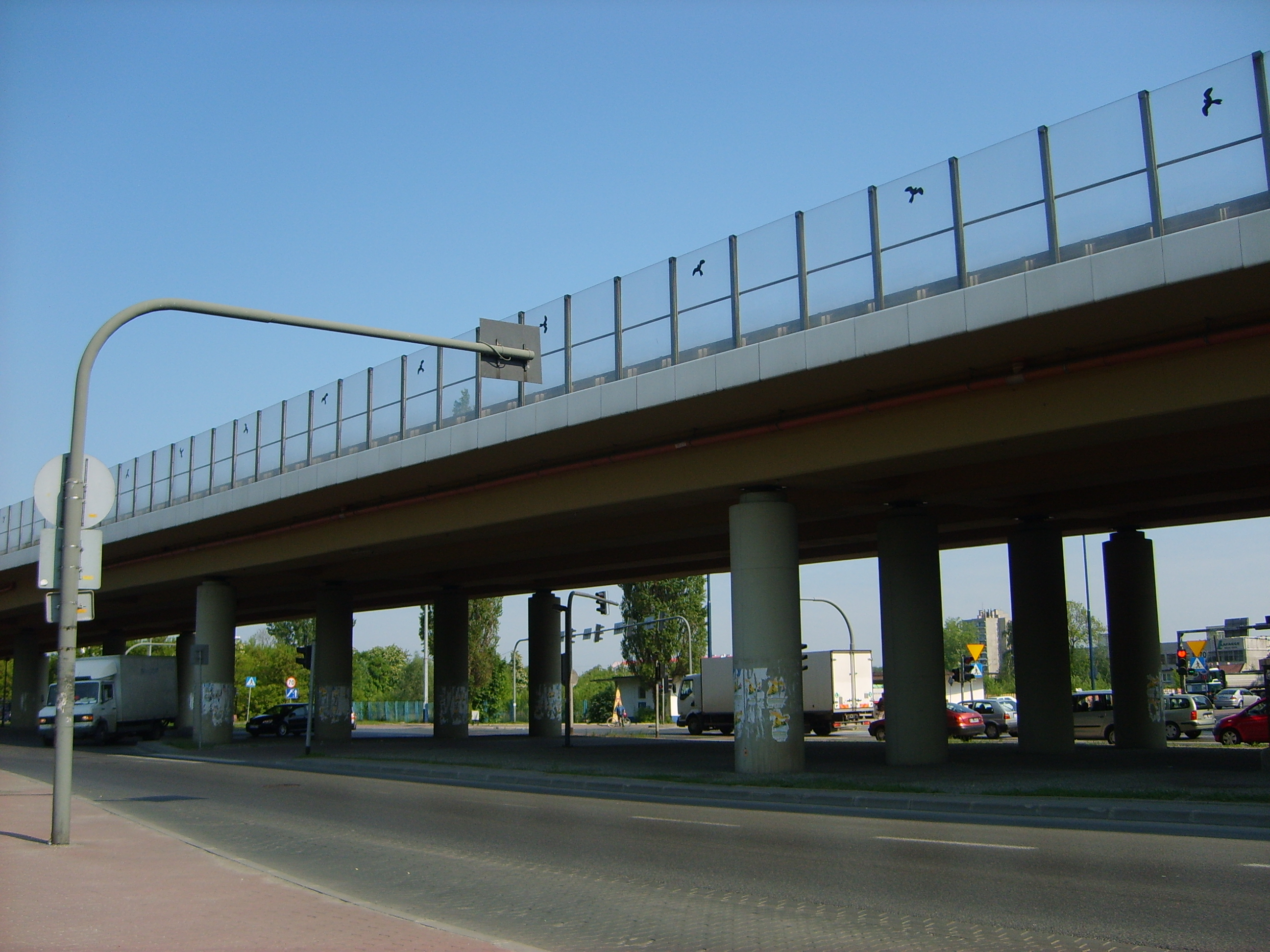
Estakada im. gen. Tadeusza Rozwadowskiego nad Aleją 29 Listopada (2007)

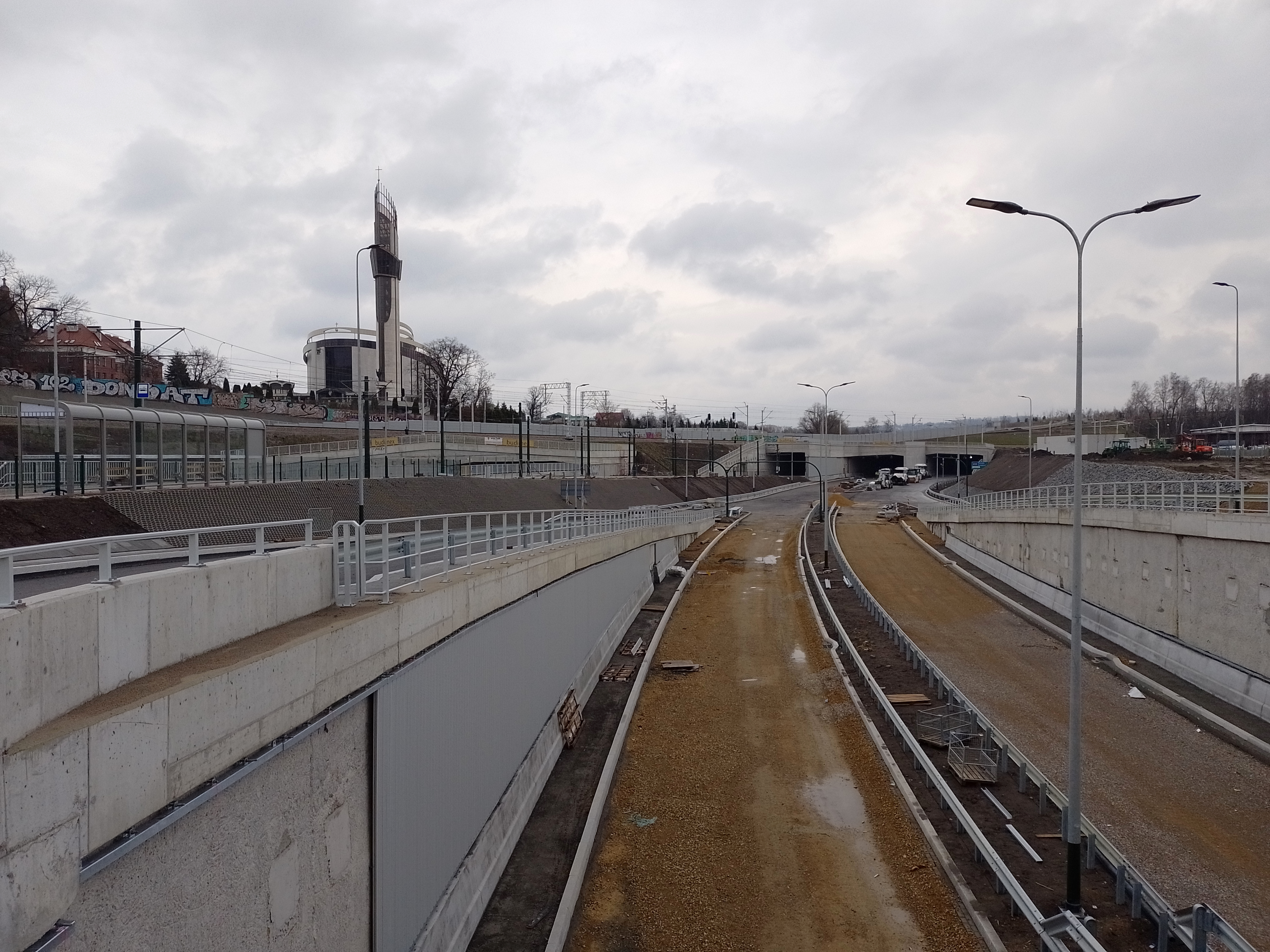
Budowa Trasy Łagiewnickiej (2022)

Głównym zadaniem trzeciej obwodnicy Krakowa jest usprawnienie komunikacji pomiędzy wszystkimi dzielnicami miasta. Obecnie istnieje zaledwie około połowa z planowanych 30 km tej obwodnicy. Istniejący odcinek na północy Krakowa składa się głównie z ciągu ulic trójpasmowych połączonych ze sobą estakadami. Odcinek na południu to ulica dwupasmowa z równolegle przeprowadzonym torowiskiem tramwajowym.
Najbardziej kosztownym brakującym elementem jest kilkukilometrowy tunel pod Wzgórzem św. Bronisławy. Planowana jest też budowa estakady w rejonie zalewu Bagry oraz tunelu pod Wisłą.

### Kalendarium
W listopadzie 2011 zakończyła się przebudowa Ronda Ofiar Katynia, dzięki której stało się trójpoziomowym skrzyżowaniem z estakadą w relacji Conrada – Radzikowskiego oraz tunelem w relacji Jasnogórska – Armii Krajowej.
W marcu 2017 roku pozyskano kredyt w wysokości ok. 700 mln PLN na budowę Trasy Łagiewnickiej oraz wybrano wykonawcę trasy.
22 lutego 2018 rozpoczęto budowę Trasy Łagiewnickiej – pierwotny termin zakończenia prac wyznaczono na koniec 2020.
We wrześniu 2020 roku spółka Trasa Łagiewnicka podpisała umowę na opracowanie dokumentacji budowy Tras Zwierzynieckiej i Pychowickiej. W ramach tej umowy w przeciągu 37 miesięcy wykonawca ma uzyskać decyzję środowiskową dla inwestycji. Planowany termin oddania do użytku tras Zwierzynieckiej i Pychowickiej to 2030 rok.
W maju 2021 ogłoszono przetarg na opracowanie wielowariantowej i wielobranżowej koncepcji budowy Trasy Ciepłowniczej wraz z uzyskaniem decyzji o środowiskowych uwarunkowaniach.
W lipcu 2021 ogłoszono przetarg na opracowanie koncepcji budowy Trasy Nowobagrowej; termin składania ofert wyznaczono na 19 sierpnia.
jesienią 2021 roku rozstrzygnięto przetarg na opracowanie koncepcji budowy Trasy Ciepłowniczej i zawarto umowę z firmą Fehlings Krug Polska.
W styczniu 2022 roku rozstrzygnięto przetarg na opracowanie wielowariantowej i wielobranżowej koncepcji budowy Trasy Nowobagrowej i zawarto umowę z firmą Fehlings Krug Polska, która za realizację zadania zaproponowała niecałe 1,9 mln zł. Na opracowanie koncepcji i uzyskanie decyzji środowiskowej wykonawca ma 23 miesiące, tj. do końca 2023 r.
27 sierpnia 2022 roku Trasa Łagiewnicka została otwarta dla ruchu samochodowego. Ruch tramwajów rozpoczął się 29 sierpnia 2022 roku. Inwestycja spotkała się z krytyką części ruchów miejskich i aktywistów klimatycznych. Przeciwnicy wskazują m.in. na wysokie koszty budowy Trasy i promocję transportu indywidualnego kosztem transportu zbiorowego.
Pod koniec sierpnia 2023 r. zakończono konsultacje społeczne dot. tras Zwierzynieckiej oraz Pychowickiej. Zgodnie z założeniami, Jezdnie drogowe pod rzeką Wisłą poprowadzone zostaną w formie tunelu głębokiego drążonego metodą tarczową (TBM).
Luty 2024 – rozpoczęto prace nad przygotowaniem koncepcji programowej tras: Nowobagrowej oraz Ciepłowniczej. W ramach prac przedstawiono 4 różne warianty przebiegu tras.
Luty 2025 – Zakończenie prac nad koncepcją programową Tras Pychowickiej i Zwierzynieckiej; drogi te będą przebiegać w tunelach, m.in. pod Wisłą i wzgórzem św. Bronisławy.
wydarzenia planowane:
2028 – Początek budowy tras: Zwierzynieckiej i Pychowickiej
2030 – Rozpoczęcie prac przy budowie trasy Nowobagrowej
2032/33 – Zakończenie prac przy budowie tras Zwierzynieckiej i Pychowickiej

### Wykaz ulic
Wykaz ulic składających się na trzecią obwodnicę (zgodnie z kierunkiem ruchu wskazówek zegara):
- ul. Armii Krajowej (odcinek)
- drogi krajowe nr 7 (E77) i nr 79:
  - Rondo Ofiar Katynia (węzeł 2011)
  - ul. Josepha Conrada
  - ul. Opolska (z tunelem pod Trasą Wolbromską i trasą KST do Górki Narodowej)[16]
- droga krajowa nr 79:
  - estakada im. gen. Tadeusza Rozwadowskiego nad Aleją 29 Listopada (2001)
  - ul. Lublańska
  - estakada im. gen. Mateusza Iżyckiego nad Rondem Polsadu (2007)
- Aleja gen. T. Bora-Komorowskiego
- ul. I. Stella-Sawickiego
- Rondo Dywizjonu 308
- estakada nad Rondem Dywizjonu 308 i ul. Centralną (planowana)
- ul. Nowohucka (odcinek)
- Trasa Ciepłownicza z mostem na Wiśle lub tunelem w Łęgu (planowana)
- Trasa Nowobagrowa z estakadą w rejonie zalewu Bagry (planowana)
- ul. Nowosądecka
- ul. W. Witosa
- Trasa Łagiewnicka z tunelem w okolicy Sanktuarium w Łagiewnikach (otwarta 27 sierpnia 2022)[9]
- Trasa Pychowicka z Mostem Pychowickim lub tunelem pod Wisłą (w trakcie prac koncepcyjno-projektowych)
- Trasa Zwierzyniecka z tunelem pod Wzgórzem św. Bronisławy (w trakcie prac koncepcyjno-projektowych)

### Wykaz węzłów drogowych
- Węzeł Ofiar Katynia
- Węzeł Wolbromski (budowany)
- Węzeł Imbramowski
- Węzeł Polsadu
- Węzeł Mistrzejowice (planowana budowa estakady)
- Węzeł Czyżyny im. gen. Ludmiła Rayskiego
- Węzeł Dywizjonu 308 (planowana budowa estakady)
- Węzeł Łęg (planowany)
- Węzeł Płaszów (planowany)
- Węzeł Bagry (planowany)
- Węzeł Kabel (planowany)
- Węzeł Łagiewniki
- Węzeł Solvay
- Węzeł Ruczaj
- Węzeł Przegorzały (w trakcie prac koncepcyjno-projektowych)
- Węzeł Zarzecze (w trakcie prac koncepcyjno-projektowych)

Trasa Łagiewnicka
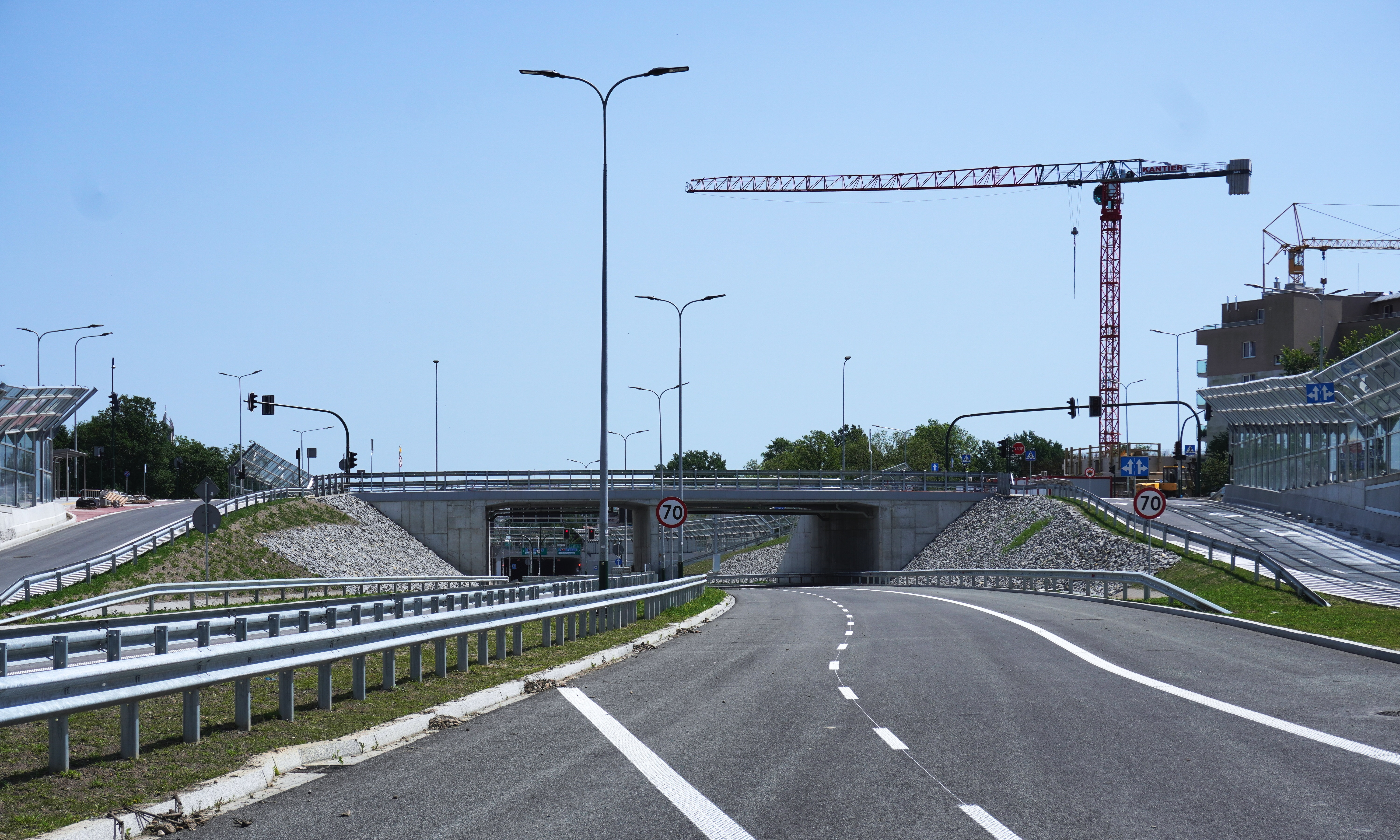
Węzeł z ulicą 8 Pułku Ułanów
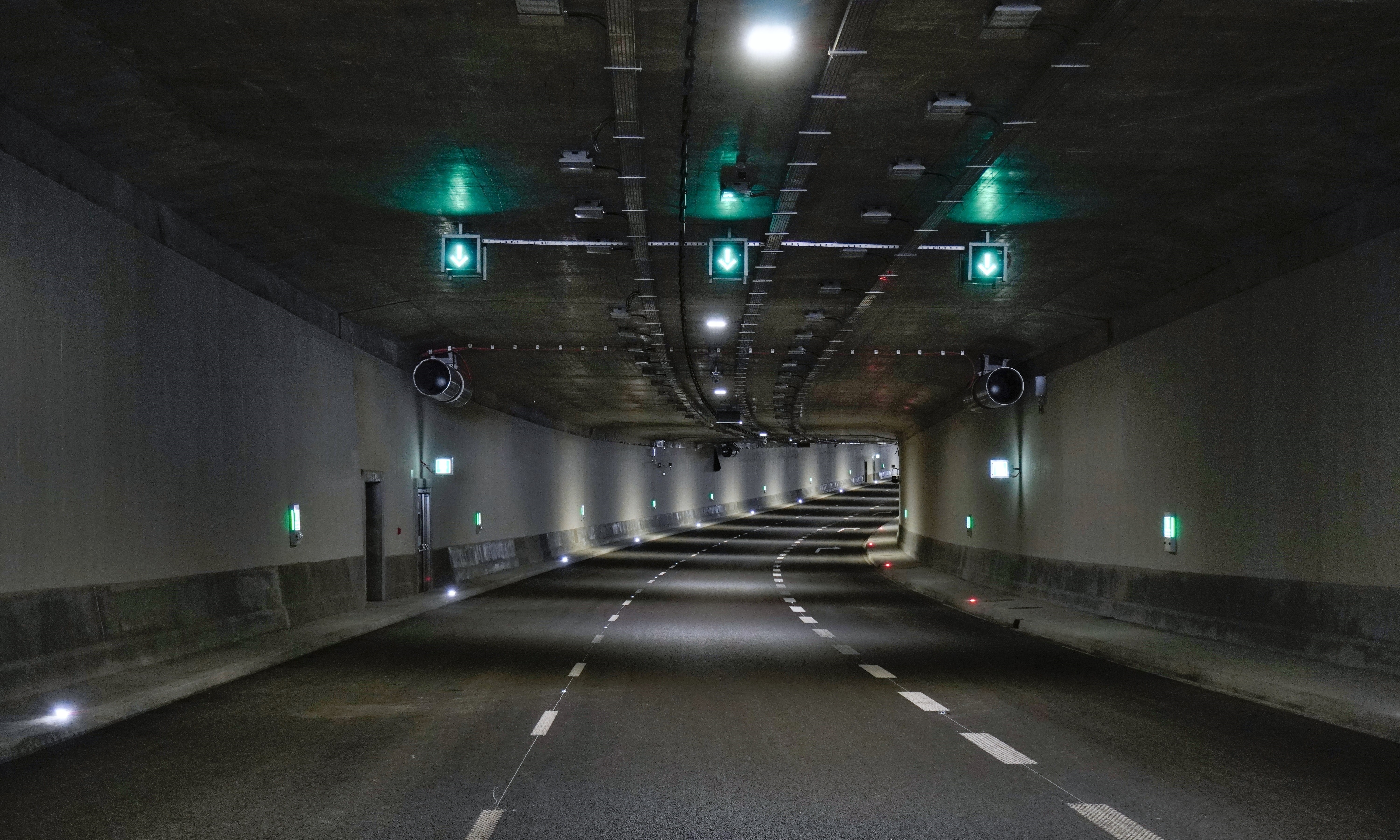
Tunel pod rejonem ulic Zbrojarzy i Turonia
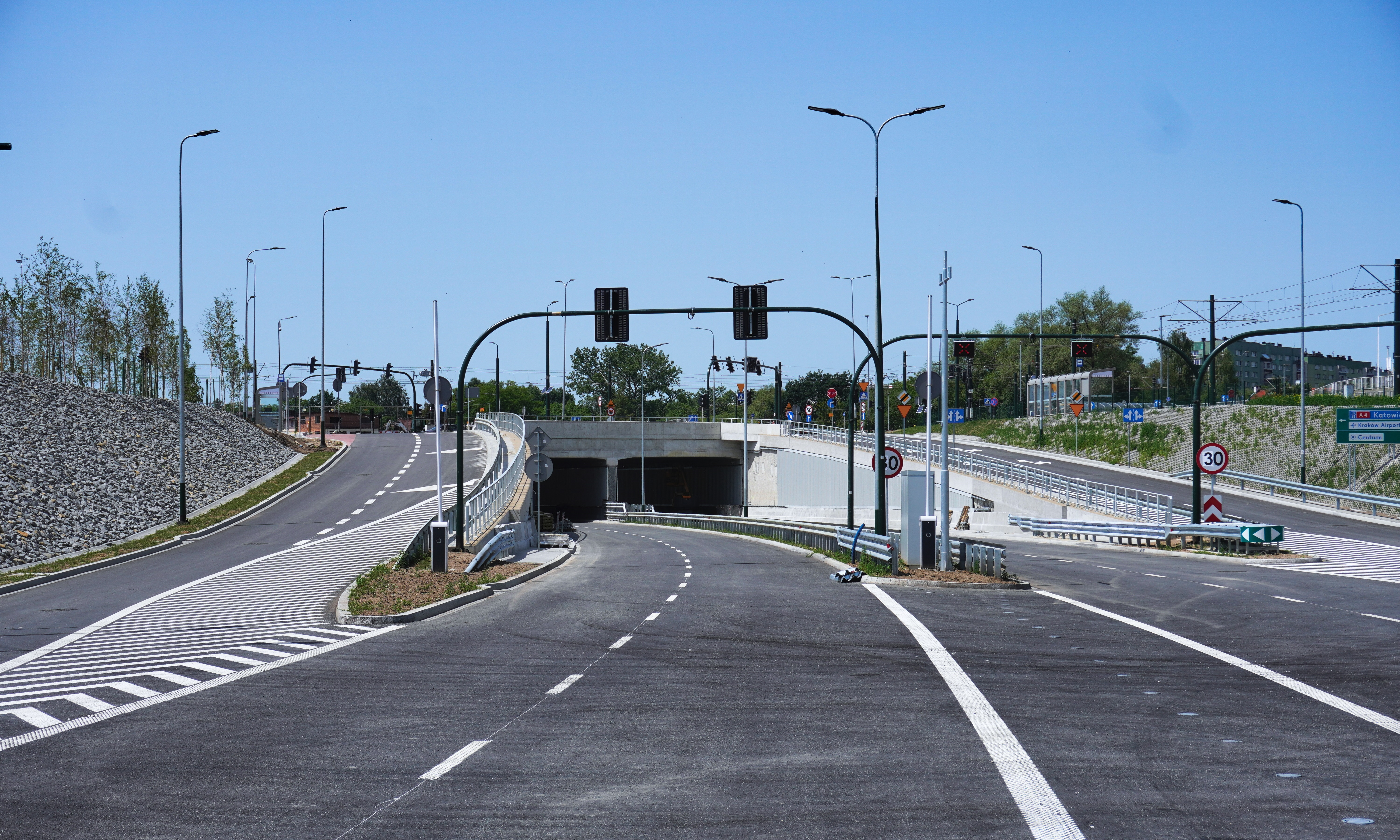
Węzeł z ulicą Zakopiańską z tunelem
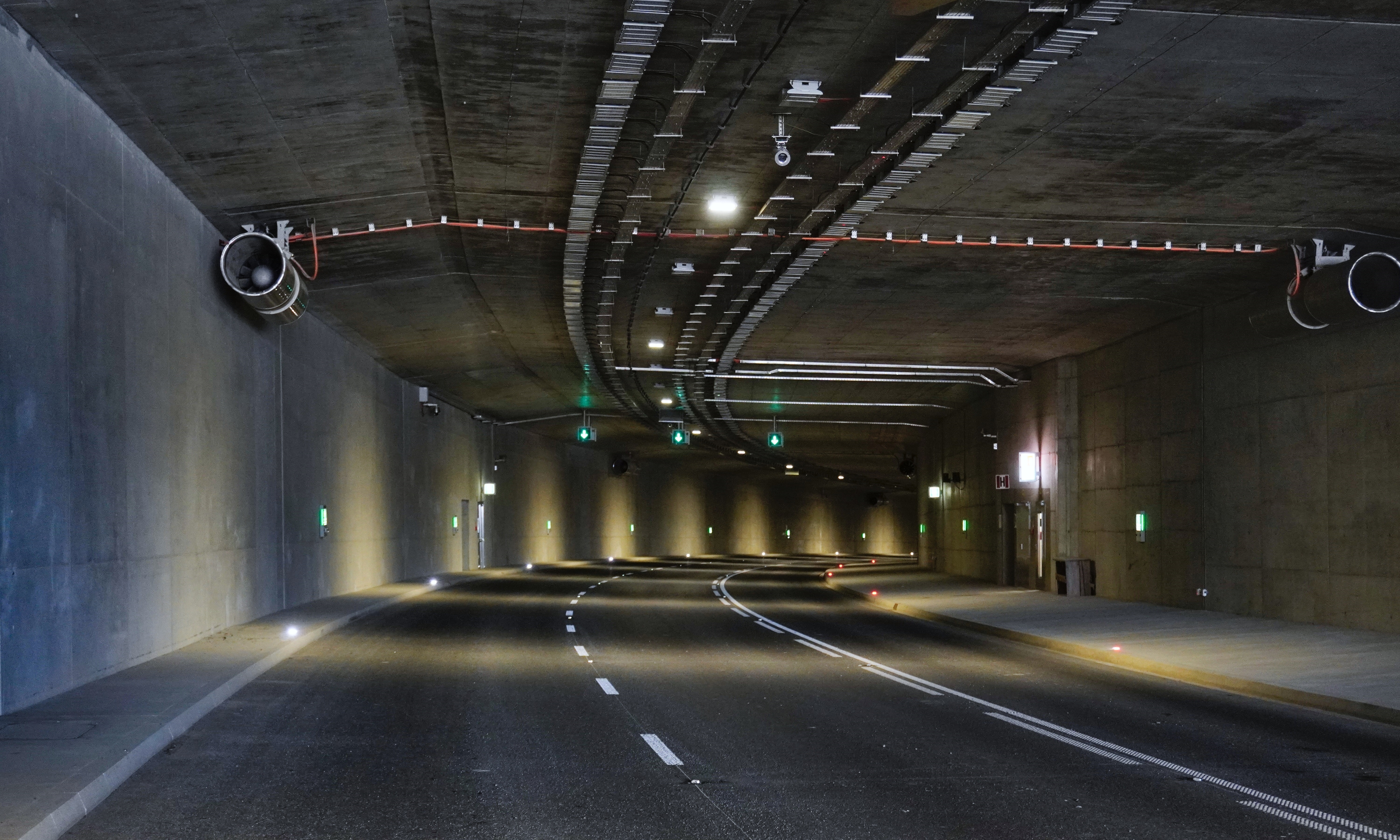
Tunel pod Białymi Morzami
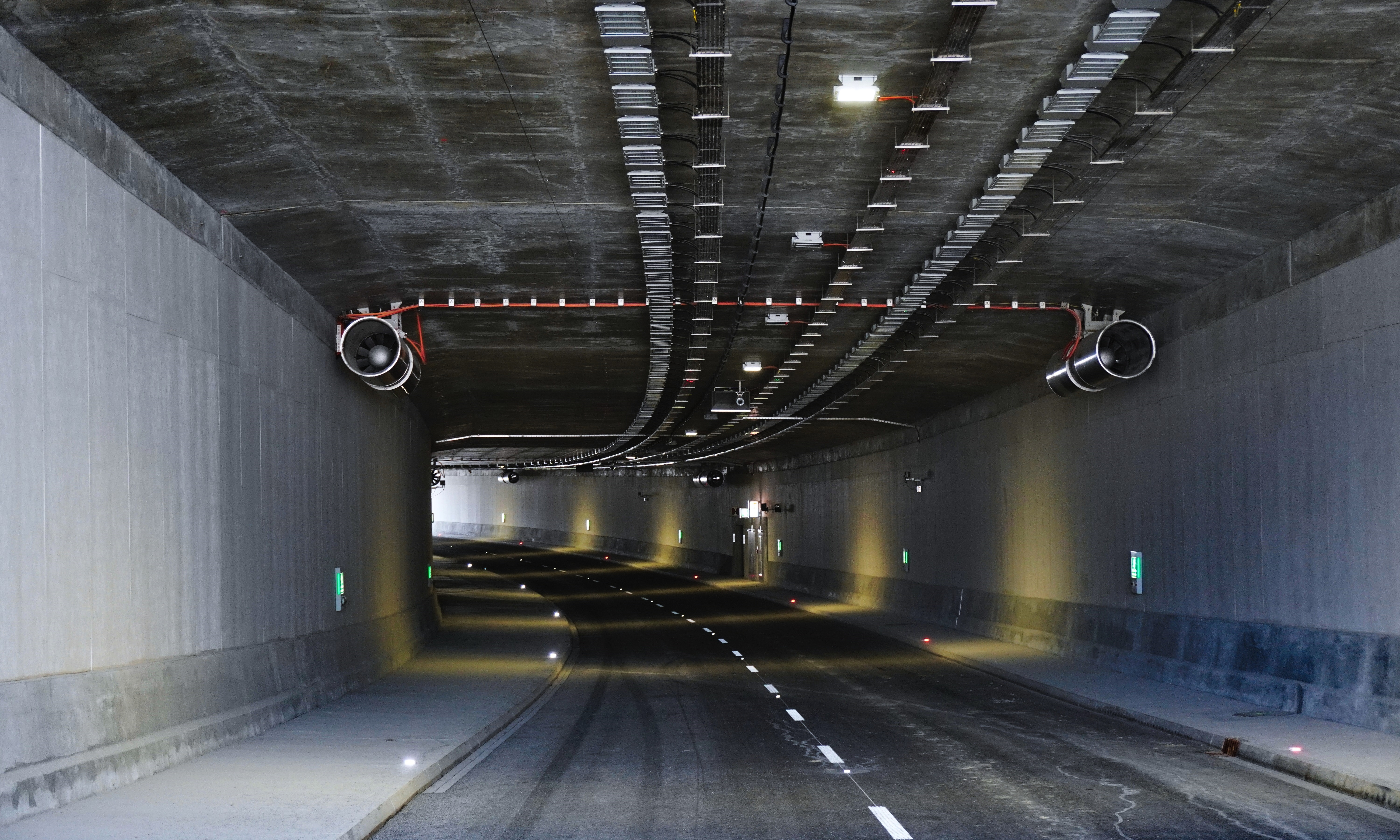
Tunel pod skrzyżowaniem z ulicami Turowicza i Herberta

## IV obwodnica

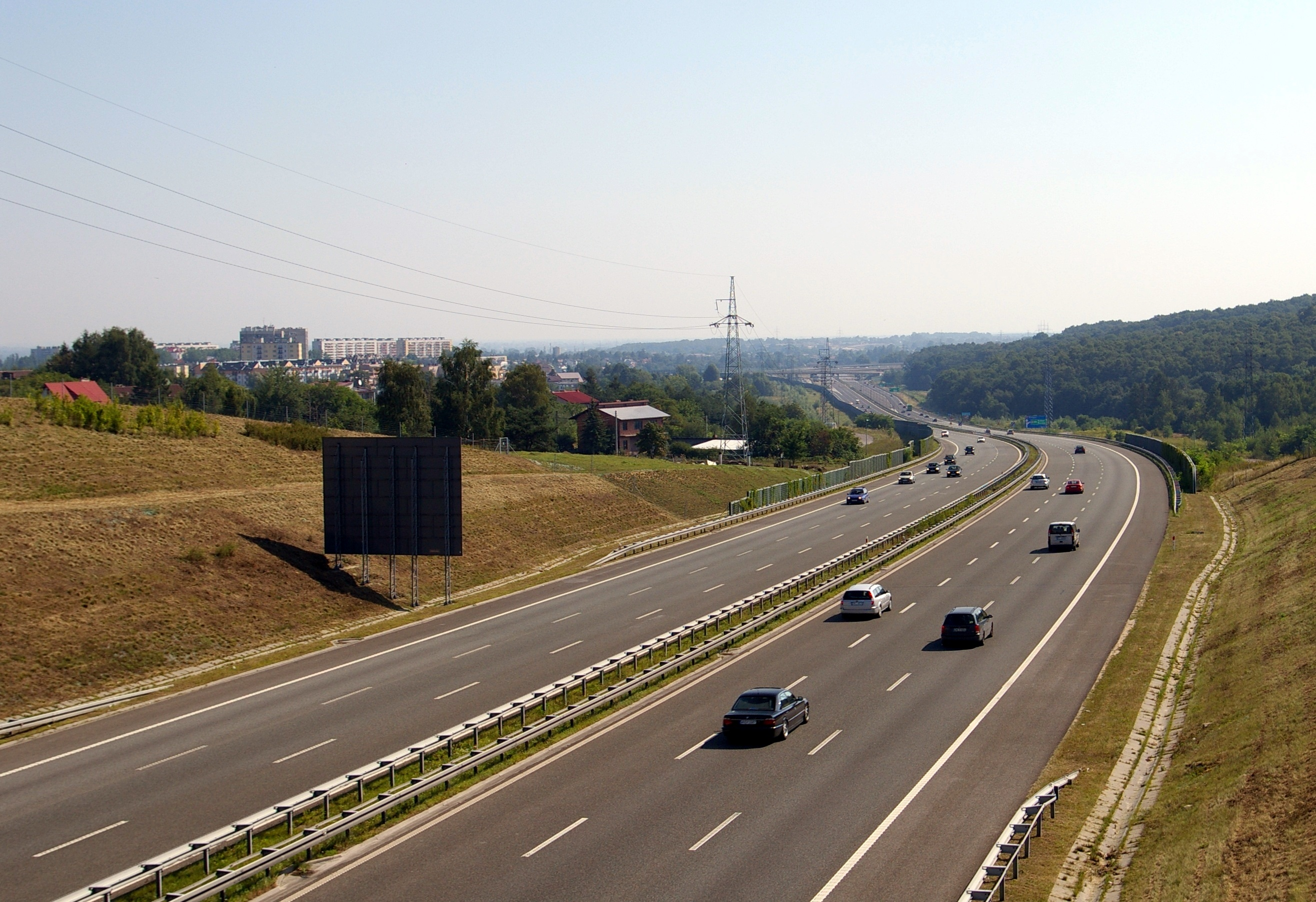
IV obwodnica Krakowa w Kosocicach.

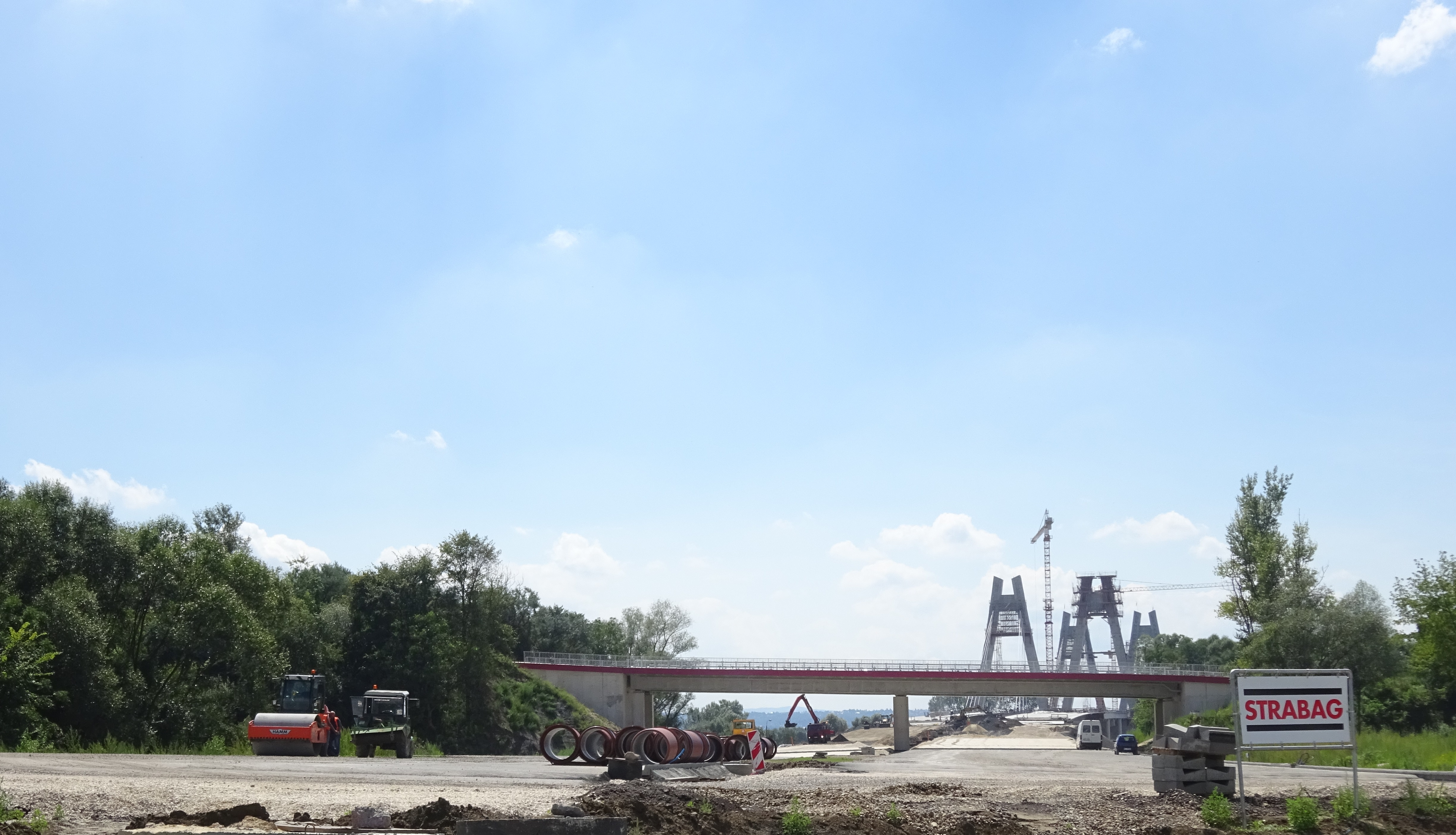
Budowa drogi ekspresowej S7 w ciągu wschodniej obwodnicy Krakowa między węzłem Rybitwy a węzłem Nowa Huta w okolicach ul. Giedroycia – w tle budowy jednego z wiaduktów nad drogą i mostu na Wiśle

Czwarta obwodnica znana jest pod nazwą obwodnicy autostradowej Krakowa, gdyż większość jej istniejącego odcinka stanowi autostrada A4. Odcinek ten na zachodnich obrzeżach miasta to autostrada dwupasmowa, a na południowych – trójpasmowa, północny odcinek stanowi droga ekspresowa S-52. Obecnie trwa budowa wschodniego odcinka obwodnicy – drogi ekspresowej S-7. Na rok 2018 istniała około połowa z planowanych 60 km tej obwodnicy, przez którą docelowo ma przebiegać cały ruch tranzytowy.

### Kalendarium
W latach 2007–2008 trwał remont odcinka od węzła opatkowickiego do węzła Balice I mający na celu podniesienie standardu drogi.
listopad 2008- rozpoczęto budowę pierwszego odcinka wschodniej obwodnicy Krakowa od węzła Bieżanów do węzła Rybitwy o dł. 2,7 km.
wrzesień 2009 – ogłoszenie przetargu dwustopniowego na budowę drugiego odcinka wschodniej obwodnicy (o długości 4,4 km) łączącego węzeł Rybitwy z węzłem Nowa Huta wraz z budową mostu na Wiśle. . Po ogłoszeniu listy wykonawców dopuszczonych do drugiego etapu zaprotestowało konsorcjum, które zdaniem GDDKiA nie spełniało wymaganych warunków.
29 października 2009 – W ramach budowy odcinka autostrady A4 Kraków-Szarów otwarto odcinek obwodnicy od węzła wielickiego do węzła bieżanowskiego.
listopad 2010 – zakończenie budowy pierwszego odcinka wschodniej obwodnicy Krakowa od węzła Bieżanów do węzła Rybitwy o dł. 2,7 km.
8 czerwca 2011 – otwarto nowo wybudowany odcinek północnej obwodnicy od węzła Radzikowskiego do węzła Modlniczka.
2014 – wznowienie przetargu na budowę odcinka drogi S7 od węzła Nowa Huta (dawniej Igołomska) do węzła Rybitwy (dawniej Botewa) wraz z budową mostu na Wiśle.
12 czerwca 2014 r. wybrana została najkorzystniejsza oferta złożona do przetargu. Złożyło ją konsorcjum firm Strabag Sp. z o.o. i Heilit+Woerner Sp. z o.o.
22 lipca 2014 GDDKiA podpisała umowę z konsorcjum firm Strabag Sp. z o.o. i Heilit+Woerner Sp. z o.o. na realizację S7 węzeł Rybitwy – węzeł Nowa Huta.
20 stycznia 2016 wydano decyzję środowiskową na budowę północnej obwodnicy miasta. Trasa ta stanowić będzie domknięcie czwartej obwodnicy Krakowa, łącząc odcinek drogi krajowej nr 94 od węzła „Modlnica”, poprzez tereny gmin Wielka Wieś, Zielonki i Kraków, do węzła „Nowohuckiego” na skrzyżowaniu z drogą ekspresową S7.
26 sierpnia 2016 Minister infrastruktury i budownictwa Andrzej Adamczyk podpisał program inwestycyjny dla północnej obwodnicy Krakowa (POK). Północna obwodnica będzie mieć po trzy pasy ruchu w każdym kierunku i liczyć 14,8 km długości (tj. 12,5 km budowy nowej drogi oraz dostosowanie istniejącego odcinka o dł. 2,3 km do parametrów drogi ekspresowej). Połączy ona węzeł Modlniczka z węzłem Mistrzejowice, powstającym w ramach budowy odcinka trasy S7 od węzła Nowa Huta do granicy województwa świętokrzyskiego. Termin ukończenia prac przewidywano wstępnie na rok 2022, lecz zakończenie budowy nastąpi w październiku 2024.
9 stycznia 2017 podpisano umowę na wykonanie koncepcji programowej dla północnej obwodnicy Krakowa (POK) w ciągu drogi ekspresowej S52 (termin wykonania koncepcji wynosił 13 miesięcy).
29 czerwca 2017 oddano do użytku odcinek wschodniej obwodnicy (o długości 4,4 km) łączącego węzeł Rybitwy z węzłem Nowa Huta wraz z nowym mostem na Wiśle.
21 grudnia 2017 ogłoszono przetarg na budowę północnej obwodnicy miasta. Oferty złożyło 8 wykonawców, najtańsza z nich była na kwotę 1,3 mld zł.
13 listopada 2018 roku podpisano kontrakt na budowę północnej obwodnicy miasta. Łączna długość trasy wynosi 14,8 km: zadanie będzie obejmowało budowę 12,5 km nowej drogi oraz dostosowanie istniejącego odcinka o dł 2,3 km do parametrów drogi ekspresowej.
6 grudnia 2019 roku z powodu wysokiego natężenia ruchu wprowadzono ograniczenie prędkości do 110 km/h, obowiązujące w dni robocze w godz. 6 – 18, na odcinku między węzłami Balice I a Kraków Południe.
W lipcu 2020 r. rozpoczęto budowę północnej obwodnicy Krakowa w ciągu drogi ekspresowej S52. Prace mają potrwać do 2023 roku.
20 lipca 2020 rozpoczęto budowę 18-kilometrowego odcinka drogi ekspresowej S7 od węzła Kraków Nowa Huta do węzła Widoma, który na odcinku do węzła Kraków Mistrzejowice stanowić będzie wschodnią obwodnicę miasta.
7 grudnia 2020 GDDKiA zerwała umowę z wykonawcą Webuild (dawniej Salini), odpowiedzialnego za budowę trasy S7. Miało to związek z opóźnieniami w realizacji inwestycji.
15 lipca 2021 r. podpisano umowę na kontynuację budowy odcinka trasy S7 z konsorcjum firm Gülermak i Mosty Łódź/Nowy wykonawca ma zakończyć budowę na przełomie roku 2023 i 2024.
luty 2022 – w serwisie Youtube pojawiło się nagranie przedstawiające analizę projektu węzła „Mistrzejowice” oraz natężenia ruchu drogowego w jego rejonie z której wynikało, iż istnieje duże ryzyko powstawania zatorów drogowych oraz kolizji na tym węźle.
maj 2022 – opublikowano analizę ruchu wykonaną przez Politechnikę Krakowską, która wskazywała na konieczność przeprojektowania dwóch łącznic węzła Mistrzejowice: łącznicy S7 – S52 Północnej Obwodnicy Krakowa (w kierunku z węzła Grębałów na zachód do S52) oraz łącznicy od S52 POK w kierunku węzła Grębałów na S7.
23 grudnia 2024 – oddano do użytku drogę ekspresową S52: północną obwodnicę Krakowa od węzła Modlnica do węzła Mistrzejowice.
wydarzenia planowane:
- grudzień 2025:
  - oddanie do użytku odcinka drogi S7 od węzła "Nowa Huta" do węzła "Grębałów" (bez węzła)[40].

- czerwiec 2026:
  - zakończenie budowy drogi  ekspresowej S7 (węzeł Mistrzejowice – węzeł Nowa Huta)[39][40]

### Wykaz węzłów drogowych

Węzeł Łagiewniki

Wykaz węzłów drogowych na trasie czwartej obwodnicy (zgodnie z kierunkiem ruchu wskazówek zegara):
| Trasa      | Numer drogi | Nazwa węzła          | Stan/uwagi                   |
| ---------- | ----------- | -------------------- | ---------------------------- |
| S7         | S52         | Kraków Mistrzejowice | w budowie                    |
| S7         | 776         | Kraków Grębałów      | w budowie                    |
| S7         | 79          | Kraków Nowa Huta     | istnieje                     |
| S7         |             | Kraków Rybitwy       | istnieje                     |
| A4E40      | S7          | Kraków Bieżanów      | istnieje                     |
| A4E40 S7   | 94          | Kraków Wielicka      | istnieje                     |
| A4E40 S7   |             | Kraków Łagiewniki    | istnieje                     |
| A4E40 7E77 | S7          | Kraków Południe      | istnieje                     |
| A4E40 7E77 | 44          | Kraków Skawina       | istnieje                     |
| A4E40 7E77 |             | Kraków Tyniec        | istnieje                     |
| A4E40 7E77 | 780         | Kraków Bielany       | istnieje                     |
| A4E40 7E77 | 774         | Kraków Balice        | istnieje; dojazd do lotniska |
| A4E40      | S52 7E77    | Balice I             | istnieje                     |
| S52 7E77   | 79          | Modlniczka (Rząska)  | istnieje                     |
| S52        | 94          | Modlnica             | istnieje                     |
| S52        | 794         | Zielonki             | istnieje                     |
| S52        | 7           | Węgrzce              | istnieje                     |
| S52        |             | Batowice             | istnieje                     |